# Sponvika
Sponvika is een plaats in de Noorse gemeente Halden, fylke Østfold. Sponvika telt 420 inwoners (2007) en heeft een oppervlakte van 0,44 km².